# 林ももこ
林 ももこ（はやし ももこ、11月24日 - ）は、日本の歌手、シンガーソングライター、作詞家、作曲家。日本の航空会社Peach第一期公式アンバサダー、M*cube、キュア・レインボーズのメンバー。楽曲提供の際は「林桃子」名義での活動もある。

## 来歴
3歳の時に美空ひばりの映画を両親に見せられ、「東京キッド」を人生最初に覚えることとなる。
小学生時代からさまざまなオーディションを受けながら各雑誌の読者モデルなどを経て、「やりたいのは歌だ！」と自身の方向性を見出す。
2005年、「はいじ」名義でWonder-holicで活動。2006年、「林桃子」名義で作詞家として中森明菜へ「紅夜 -beniyo-」を提供する。
2009年1月、Wonder-holicとしての活動停止。2月、「林桃子」名義で、テレビアニメ『フレッシュプリキュア!』の主題歌「You make me happy!」発売。同月、「林ももこ」名義でソロ活動開始。

## 人物
ブロッコリーが好き過ぎて作ってしまったオリジナルキャラクターの『ブロコさん』が存在する。
実は引っ込み思案で大の野菜と飛行機好き。桃はそんなに好きでもない。
親戚にお笑いコンビ流れ星のちゅうえいがいる。

## 作品
林ももこ名義

### シングル
1. EXIT
  - 2009年12月23日発売

  1. EXIT
  2. 落書き
  3. おやすみ

### ミニアルバム
1. 君の傘
  - 2010年11月24日発売

  1. 君の傘
  2. ジンジャエール
  3. Walk In The World
  4. Busstop
  5. はじまり
2. 桜色
  - 2011年12月16日発売

  1. カラフル
  2. 恋するマルゲリータ
  3. 雨
  4. 風穴
  5. 屑星
  6. 桜色
  7. 笑顔の行方

### アルバム
1. TAKEOFF!!
  - 2013年9月15日発売

  1. 巻き戻せなくても
  2. TAKEOFF!!
  3. 話したくなったよ
  4. 空想☆ハレーション
  5. 君と出逢わなかった僕
  6. コンビニ
  7. Starfish
  8. my wish
  9. おかえり。
  10. EXIT ～Reborn～

1. CIRCLE
  - 2014年10月11日発売

  1. CIRCLE
  2. 君とロケット
  3. Tokyo
  4. 日当たりの良すぎる部屋
  5. カナリヤ
  6. SPARKLE!!
  7. 彗星カウントダウン
  8. 繊細ヒーロー
  9. It's all right!
  10. LAST PLANET
  11. 君がいた月
  12. ひかり電車
  13. 星の降らせ方

### カヴァー曲
REBECCAの土橋安騎夫プロデュースの元、同バンドの「WHITE SUNDAY」をカバー。アルバム『THE BEST OF ALL TIME』に収録、2012年発売。

### 歌唱参加
iPhone、iPod touch および iPad 対応の知育アプリ『おやこでリズムえほん』にて歌唱参加。
- おやこでリズムえほん appstore - appstore
- おやこでリズムえほん公式HP - 公式HP

林桃子名義

### シングル
1. 『You make me happy!』
  - 2009年2月4日発売
  - テレビアニメ『フレッシュプリキュア!』 前期エンディングテーマ
2. 『H@ppy Together!!!』
  - 2009年8月5日発売
  - テレビアニメ『フレッシュプリキュア!』 後期エンディングテーマ

### アルバム
1. 『フレッシュプリキュア! ボーカルアルバム1 ～太陽の子供たちへ～』(2009年7月23日）
  - Special Thanks
  - (^^)ハナマルスマイル(^^) ※M*cube名義（茂家瑞季・工藤真由・林桃子）
2. 『フレッシュプリキュア! ボーカルアルバム2 ～笑顔のおくりもの』(2009年11月26日）
  - いつもココロにほほえみを
  - ハピネス☆Wonder land～笑顔のおくりもの～
    - （※いずれもM*cube名義）

### 映画主題歌
『映画 プリキュアオールスターズDX みんなともだちっ☆奇跡の全員大集合!』
- OP曲『キラキラkawaii!プリキュア大集合♪』に五條真由美 with キュア・デラックス（うちやえゆか、工藤真由、宮本佳那子、茂家瑞季、林桃子）として参加
- ED曲『プリキュア、奇跡デラックス』に工藤真由 with キュア・デラックス （五條真由美 、うちやえゆか、宮本佳那子、茂家瑞季、林桃子）として参加

『映画 フレッシュプリキュア! おもちゃの国は秘密がいっぱい!? 』
- ED曲『H@ppy Together!!! for the Movie』参加

『映画 プリキュアオールスターズDX3 未来にとどけ! 世界をつなぐ☆虹色の花』
- ED曲『ありがとうがいっぱい』にキュア・レインボーズ （五條真由美 、うちやえゆか、工藤真由、宮本佳那子、茂家瑞季、池田彩、林桃子）として参加

『プリキュアオールスターズDX the DANCE LIVE ~ミラクルダンスステージへようこそ~』
- プリキュアオールスターズDXメドレーfor 3D theaterにコーラス参加
- 『映画 プリキュアオールスターズ 春のカーニバル♪』劇中にて『You make me happy!』(映画サイズ)起用。

### 楽曲提供

#### 2005年
- 猫叉Master(佐藤直之)作曲の任天堂Wiiゲームソフト「Elebits」(KONAMI)のテーマソング「The Smile of You」日本語ver.共作で作詞。（heidy名義）

#### 2006年
- 中森明菜「紅夜 -beniyo-」作詞。
- 奥田美和子「笑顔」共作で作詞。

#### 2012年
- 猫叉Master(佐藤直之)作曲のポップンミュージック内の「WORLD COLOR」(KONAMI)の作詞・歌唱担当。

#### 2013年
- KONAMIから発売の猫叉Master(佐藤直之)のアルバム「Crevice」収録｢WORLD COLOR｣「Rainbow after snow」の作詞・歌唱担当。「Rainbow after snow」はアーケードゲームbeatmania IIDX 20 tricoro及び、jubeat saucerでプレイができる。

- 同社発、REFLEC BEAT colette内楽曲「Flying Soda」に猫叉Master feat.林ももことして作詞・歌唱。（後にサントラに収録。）

- テレビアニメドキドキ!プリキュアのボーカルアルバム「Jump up, GIRLS!」にて、「夏の流星群」、「I'm home」(本人歌唱)楽曲提供。

- KONAMI発のアーケードゲームREFLEC BEATにてQrispy Joybox feat.林ももことして「ロボット☆ライフ」に作詞・歌唱参加（後にサントラ発売、フルバージョンが収録された）

#### 2014年
- 週刊少年ジャンプで連載されていた『WILD HALF』の舞台主題歌「君のそばで」工藤真由作曲、コーラス参加

#### 2015年
- KONAMIから発売の猫叉Master(佐藤直之)のアルバム「follow slowly」収録｢Flying Soda｣(full ver.)の作詞・歌唱担当。
- テレビアニメGo!プリンセスプリキュアのボーカルアルバムにて、「夢旅☆Going my way」作曲、コーラス参加。

## 出演

### 2009年
東京国際アニメフェア＠東京ビッグサイト出演
KIDS STATION『アニぱら音楽館』出演
フレッシュプリキュアミュージカルショー（梅田芸術劇場・神戸文化ホール・アクトシティ浜松・富士市文化会館ロゼシアター・郡山文化会館・岩手県民会館等）出演
よみうりランドオープンシアターEASTにて単独でのフレッシュプリキュアミニライブ出演
フレッシュプリキュア!クリスマスコンサートスペシャル出演（和歌山ABCアドベンチャーホール）

### 2011年
- プリキュアオールスターズ スペシャルコンサート with 京都フィルハーモニー室内合奏団(大阪梅田芸術劇場)出演
- 和歌山マリーナシティにて毎年開催されているフォークジャンボリーにて、ビリーバンバン、ばんばひろふみ、渡辺真知子、杉田次郎、太田裕美らと共演
- 大宮ソニックシティにて行われた『23人のプリキュアがダンスライブ！プリキュアオールスターズDXコンサート～みんなで歌って踊って　主題歌オンパレード！～』出演

### 2012年
- 全国各地を廻る「桜前線ツアー」を慣行。終了後、「桜前線報告会」なる裏ワンマンライブを開催。

大盛況を迎える。
- 和歌山マリーナシティで年末開催のFM802カウントダウンライブでは東京組としてmihimaru GTと共に登場。

### 2013年
- 5月から毎月主催2マンライブを慣行。8月にはばんばひろふみをゲストに迎え、大阪ライブハウスSOMAにてワンマンライブを慣行。
- ライブサーキット2013ファイナルをShibuya O-nestにて終了させる。
- 和歌山マリーナシティで年末開催のFM802カウントダウンライブでは和歌山ゆかりのアーティストやSEAMO等と会場を大いに湧き上がらせた。

### 2014年
- 朝日放送で毎週日曜日放送のアニメ『ドキドキ！プリキュア』のアルバム収録曲「夏の流星群」「I'm home」を楽曲提供、歌唱担当。 『プリキュアメドレー2013 ver.』で歌唱参加。  スクウェア・エニックスから発売されたスマホ向けアクションゲーム『GUNS&SOULS』にて［モモコ・デュメル］として本人をモチーフにしたキャラクターのテーマソングを担当。  秋から初の東名阪ワンマンツアーを開催。数百人を動員。

### 2015年
- KONAMI発売の猫叉Master氏のアルバム「Fllow Slowy」収録「Flying Soda(作詞)」「TWINKLING」歌唱担当。オリコンチャートを賑わす。  映画「プリキュアオールスターズ春のカーニバル」では林ももこ歌唱のフレッシュプリキュアED「Youmake me happy!!」が使用され、世代を超えたファンに届けることとなる。  2015年TRYANGLE企画を旗揚げ。二ヶ月に一度開催さまざまなアーティストとのコラボレーションやリリースを展開。アニメソングからシンガーソングライターシーンへと幅広く活動。

### 2016年
- 自身初となるホールワンマンライブ『林ももこ Concert 2016-CLEAR-』を渋谷マウントレーニアホールにて開催[1]。大盛況の内に幕を閉じる。また同日５枚目のアルバム『Ｉ：』発売。現在もライブやイベントを中心に活動中。

### 2024年
- 全プリキュア 20th Anniversary LIVE!（2024年1月20日・21日、横浜アリーナ[2]）